# Abaraeus cuneatus
Abaraeus cuneatus är en skalbaggsart som beskrevs av Jordan 1903. Abaraeus cuneatus ingår i släktet Abaraeus och familjen långhorningar. Inga underarter finns listade i Catalogue of Life.